# اکسل و ایگیل اکسگیل

اکسل اکسگیل (زاده ۳ آوریل ۱۹۱۵ – درگدشته ۲۹ اکتبر ۲۰۱۱) و ایگیل اکسگیل (زاده ۲۴ آوریل ۱۹۲۲ – درگذشته ۲۲ سپتامبر ۱۹۹۵) (به دانمارکی: Axel og Eigil Axgil) فعال حقوق همجنسگرایان بودند. این دو اولین همجنسگرایانی بودند که در سال ۱۹۸۹ بر اساس قانون اتحاد مدنی دانمارک با هم ازدواج و از نام خانوادگی مشترک استفاده کردند.
اکسل در سال ۱۹۹۵ و ایگیل در سال ۲۰۱۱ از دنیا رفت.